# Gare de Vandières
Gare de Vandières vasútállomás Franciaországban, Vandières településen.

## Vasútvonalak
Az állomást az alábbi vasútvonalak érintik:
- Frouard-Novéant-vasútvonal

## Kapcsolódó állomások
A vasútállomáshoz az alábbi állomások vannak a legközelebb:
- Gare de Pont-à-Mousson
- Gare de Pagny-sur-Moselle